# Kanton Roisel
Kanton Roisel (fr. Canton de Roisel) byl francouzský kanton v departementu Somme v regionu Pikardie. Skládal se z 22 obcí. Zrušen byl po reformě kantonů 2014.

## Obce kantonu
- Aizecourt-le-Bas
- Bernes
- Driencourt
- Épehy
- Fins
- Guyencourt-Saulcourt
- Hancourt
- Hervilly
- Hesbécourt
- Heudicourt
- Liéramont
- Longavesnes
- Marquaix
- Pœuilly
- Roisel
- Ronssoy
- Sorel
- Templeux-la-Fosse
- Templeux-le-Guérard
- Tincourt-Boucly
- Villers-Faucon
- Vraignes-en-Vermandois